# Вязовский сельсовет (Пензенская область)
Вязовский сельсовет — муниципальное образование со статусом сельского поселения в Сосновоборском районе Пензенской области Российской Федерации.
Административный центр — село Вязовка.

## История
Статус и границы сельского поселения установлены Законом Пензенской области от 2 ноября 2004 года № 690-ЗПО «О границах муниципальных образований Пензенской области».
10 октября 2011 года был упразднён посёлок Первое Мая, входивший в состав сельсовета.

## Население
| 2002 | 2010 | 2012 | 2013 | 2014 | 2015 | 2016 |
| ---- | ---- | ---- | ---- | ---- | ---- | ---- |
| 518  | ↘375 | ↘352 | ↘328 | ↘304 | ↘292 | ↘280 |
| 2017 | 2018 | 2021 |      |      |      |      |
| ↘276 | ↘258 | ↘200 |      |      |      |      |

## Состав сельского поселения
| № | Населённый пункт | Тип населённого пункта       | Население |
| - | ---------------- | ---------------------------- | --------- |
| 1 | Вязовка          | село, административный центр | ↘281      |
| 2 | Кардафлей        | село                         | ↘94       |

### Упразднённые населённые пункты
Краснополье — упразднённая в 2009 году деревня.